# E501
E501 eller Europaväg 501 är en europaväg som går från Le Mans till Angers i Frankrike. Längd 90 km.

## Sträckning
Le Mans - Angers

## Standard
Vägen är motorväg hela sträckan (A11, A5).

## Anslutningar till andra europavägar
- E50
- E60